# Karapanã
Els karapanã (també anomenats muteamasa o ukopinõpõna) són un grup ètnic originari de la selva del departament colombià de Vaupés i l'estat brasiler de Amazones, dispers pels rius Ti, Piraparaná i Papurí, de la conca del Vaupés. Al Brasil ocupen la Terra Indígena Alto Rio Negro, Médio Rio Negro I, Yauareté I i Yauareté II, Rio Cuieiras, pròxim a Manaus, i a les áreas indígenas Méria i Miratu.
En nheengatu, el nom karapanã significa "petit noctàmbul", una al·lusió a la seva auto-designació com müdea ("mosquits"). Encara que cada clan té el seu propi nom, tots es consideren "metges de la gran abella del riu" (riberoa paârâ ücomajâ). Segons el cens del 2005 hi havia 482 individus a Colòmbia i 111 al Brasil segons el cens del 2014.
Viuen en "maloques" o cases comunals wii, rectangulars, orientades d'orient a occident, amb sostre de dues aigües que aconsegueix 8 m d'altura.
La seva economia articula la agricultura itinerant, la pesca i la caça. El seu principal cultiu és la iuca amarga. Usen diversos instruments per a pescar: paranys o xarxes elaborades per ells, candelera i arc i fletxa.
Fabriquen "budares" o paelles per a torrar la farina de iuca i per a obtenir el "casabe"; espremedores; diferents canastres; flautes, trompetes, tambors i corones de plomes per a les cerimònies.
La seva llengua pertany a la branca oriental de la família tucano. Són una fratria exògama, que manté enllaços matrimonials amb altres de la regió, la qual cosa ha resultat en el multilingüisme de tota la població.